# نجد المحاور (السدة)

تعديل مصدري - تعديل

نجد المحاور محلة تابعة لقرية السيرة، التابعة لعزلة العرافة بمديرية السدة إحدى مديريات محافظة إب في الجمهورية اليمنية.، بلغ تعداد سكانها 50 حسب تعداد اليمن لعام 2004.